# Summa Theologica (Eiximenis)
A Summa Theologica (Suma Teológica) é uma obra literária escrita por Francesc Eiximenis em latim possívelmente a princípio do século XV, que pertence ao gênero das sumas, que foram a expressão máxima do saber teológico medieval.

## Descoberta
Somente se conservam, não obstante, algumos fragmentos, encontrados no arquivo da catedral de Valência e transcritos e editados pelo franciscano valenciano León Amorós e publicados na revista Archivum Franciscanum Historicum en 1959.

## Conteúdo do fragmento conservado
De entre as matérias que trata o fragmento conservado, a parte mais importante trata da predestinação, da que Eiximenis tinha a intenção de falar no Cuarto do Cristão  (livro projetado mais não escrito). As outras matérias das que trata são: 
- Quid est suppositum (Qué é suposição).
- Quid est persona (Qué é pessoa).
- Quid est persona secundum Ricardum (Qué é pessoa segundo Ricardo (Ricardo de São Vitor).
- Quid demonstratio propter quid (Qué é a demostração a causa de qué).
- Quid demonstratio quia (Qué é a demostración por qué).
- Quomodo Deus sit intelligibilis (De qué maneira Déus é inteligível).
- De lumine (Sobre a luz).
- De prescientia Dei (Sobre a presciência de Deus).

## Datação
León Amorós chega á conclusão que esta Summa foi escrita ao mesmo tempo que a Vida de Jesucrist (Vida de Jesus Cristo), com base nas contínuas referências que nesta segunda obra faze á primeira, e dado que a Summa só aparece citada na Vida de Jesucrist, dentro de todo o conjunto da obra eiximeniana  E a Vida de Jesucrist a concluiu Eiximenis a começos do s. XV.

## Conteúdo e estrutura hipotética
Quanto ao possível conteúdo desta Summa, L. Amorós, precisamente com base nestas alusões na Vida de Jesucrist, diz que poderia ser o seguinte: 
- O livro I trataria dos quatro evangelistas.
- O livro II trataria da predestinação.
- O livro III não aparece citado em nenhuma parte.
- O livro IV aparece em três diversas referências. Numa fala da circuncisão de Cristo. Noutra, da influência dos astros nos hómens. E noutra, dos anjos, dos que ja tinha falado no seu Llibre dels àngels (Livro dos anjos).
- O livro V trataria do mistério da Imaculada Conceição.
- O livro VI trataria dos evangelhos.
- O livro VII volta a fazer referência á circuncisão de Cristo.

Faz outra referência, mais sem especificar o libro, ao sacramento do batismo. Podemos adicionar aínda que no capítulo 53 do 7o tratado da Vida de Jesucrist se remete á Summa Theologica, mais sem especificar um livro concreto em relação á matéria da usura (València. BUV. Ms. 209, f. 200r). 
Destos datos deduce L. Amorós que esta suma eiximeniana constaria de sete livros.

## Edições digitais
- Edição dentro da Biblioteca Eletrônica do NARPAN.
- Edição dentro das obras completas de Francesc Eiximenis (em catalão e em latim).